# Lista celor mai mari spitale din lume

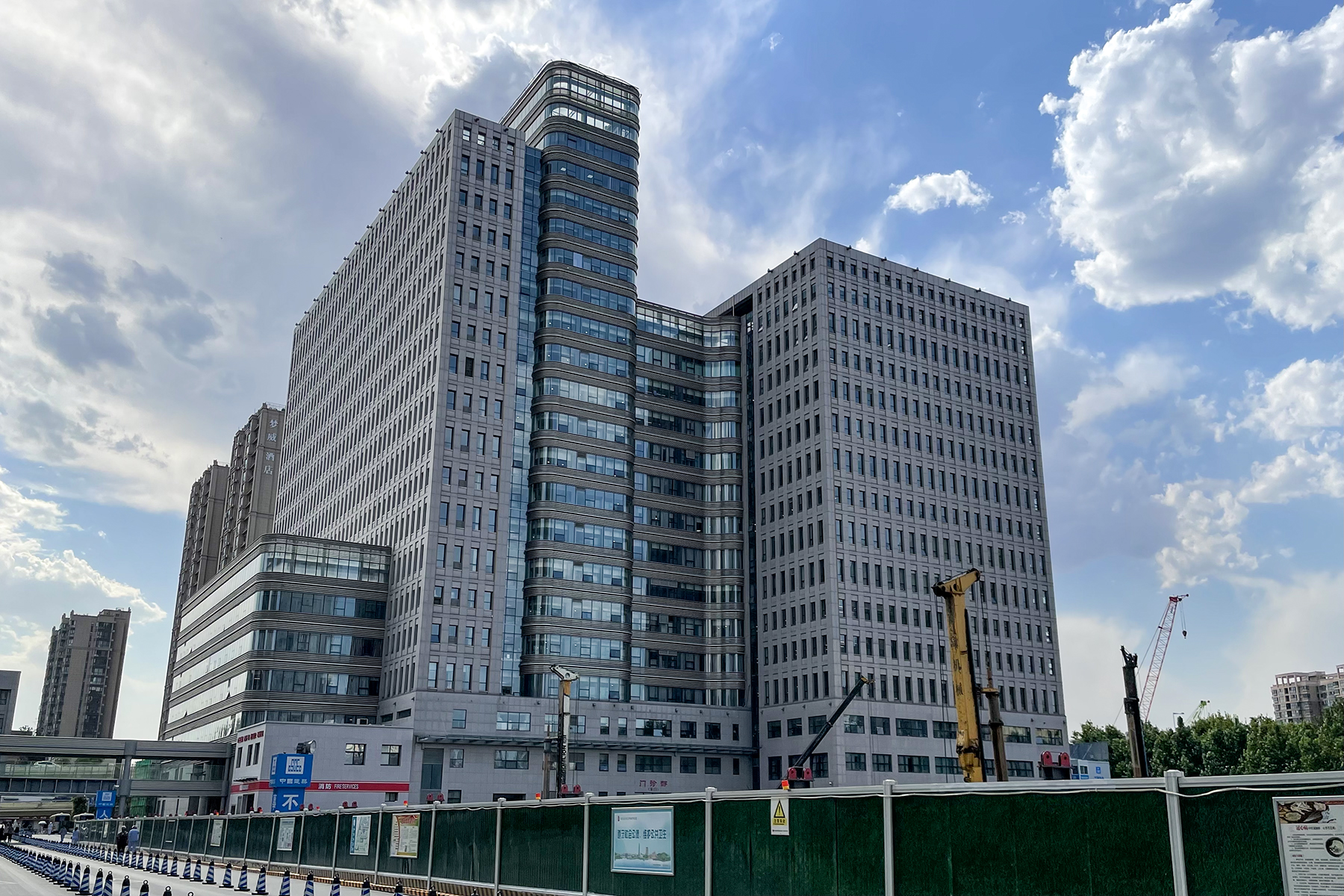
Primul spital afiliat Universității Zhengzhou din China, cel mai mare spital din lume

Lista celor mai mari spitale din lume clasează instituțiile medicale (spitale, clinici, institute medicale etc.) în funcție de capacitate (numărul de paturi).
„Capacitatea” sau „numărul de paturi” reprezintă numărul maxim de pacienți pe care o unitate spitalicească îi poate găzdui simultan. Această valoare este afectată nu numai de echipamentul fizic (de exemplu, numărul paturilor existente în acea locație), ci și de personalul medical alocat. Numărul de paturi ale unui spital („capacitatea”) diferă de numărul paturilor efectiv ocupate în acel spital, care reprezintă numărul de pacienți din spital la un moment dat. Rețelele spitalicești care constau din mai multe campusuri nu sunt considerate ca un întreg, fiecare parte componentă a rețelei fiind tratată separat.
În trecut, clasificarea spitalelor se putea face luând în considerare numărul personalului medical alocat. Odată cu dezvoltarea telemedicinei (o practică medicală care se folosește de Tehnologia informației și comunicațiilor pentru a pune în contact un pacient cu unul sau mai mulți profesioniști în sănătate, permițând stabilirea unui diagnostic, monitorizarea unui pacient cu factori de risc sau, în cazuri dificile, prezentarea unor opinii medicale alternative), numărul personalului medical disponibil pentru evaluarea, diagnosticarea și tratarea unui pacient depășește adeseori numărul personalului medical angajat al unui singur spital, reducându-se astfel relevanța clasificării după numărul cadrelor medicale angajate de un spital. De exemplu, rețeaua Cleveland Clinic din Statele Unite deținea, la 31 decembrie 2024, 23 de spitale și 280 de unități ambulatorii în locații din întreaga lume, cu 82.608 cadre medicale, dar doar 6.728 de paturi în total. Comparativ, Primul spital afiliat Universității Zhengzhou din China, cel mai mare spital din lume, înregistra, în același an, 6.746 de cadre medicale pentru 7.000 de paturi.
Lista include instituții medicale cu o capacitate de peste 1.500 de paturi și este ordonată descrescător, în funcție de capacitate. 
| Imagine | Nume | Locație                   | Țară          | Număr de paturi (an) | Note          |
|         | |                           |               |                      |               |
| ------- | --- | ------------------------- | ------------- | -------------------- | ------------- |
|         | Primul spital afiliat Universității Zhengzhou (în chineză: zh:, transliterat: Zhèngzhōu dàxué dì yī fùshǔ yīyuàn) | Zhengzhou, Henan          | China         | 7.000 (2025)         | [ 3 ] [ 4 ]   |
|         | Universitatea de Medicină Regele George (în engleză King George's Medical University, în hindi hi:किंग जॉर्ज चिकित्सा विश्वविद्यालय, transliterat: King jorj chikitsa vishvavidyaalay)                                                  | Lucknow                   | India         | 4.500 (2021)         | [ 5 ]         |
|         | Centrul Medical China de Vest, Universitatea Sichuan (în chineză: 四川大学华西医学中心, transliterat: Sìchuān dàxué huáxī yīxué zhōngxīn)                                                                                  | Chengdu, Sichuan          | China         | 4.300 (2025)         | [ 6 ]         |
|         | Centrul Național pentru Sănătate Mintală (în tagalog Pambansang Sentro ng Pangkaisipang Kalusugan, în engleză National Center for Mental Health)                                                                           | Mandaluyong, Metro Manila | Filipine      | 4.200 (2021)         | [ 7 ] [ 8 ]   |
|         | Spitalul Orășenesc Etlik din Ankara (în turcă Ankara Etlik Şehir Hastanesi) | Ankara                    | Turcia        | 4.050 (2024)         | [ 9 ]         |
|         | Spitalul Orășenesc Bilkent din Ankara (în turcă Ankara Bilkent Şehir Hastanesi) | Ankara                    | Turcia        | 4.050 (2024)         | [ 10 ]        |
|         | Spitalul Memorial Linkou Chang Gung (în chineză: 林口長庚紀念醫院, transliterat: Línkǒu chánggēng jìniàn yīyuàn) | Taoyuan City              | Taiwan        | 3.500 (2024)         | [ 11 ]        |
|         | Spitalul General Guvernamental Chennai (Spitalul General Guvernamental Rajiv Gandhi) (în engleză Rajiv Gandhi Government General Hospital, în tamilă சென்னை அரசுப் பொது மருத்துவமனை, transliterat: Ceṉṉai aracup potu maruttuvamaṉai) | Chennai                   | India         | 3.474 (2021)         | [ 5 ] [ 12 ]  |
|         | Spitalul Național din Sri Lanka (în singaleză ශ්‍රී ලංකා ජාතික රෝහල, transliterat: śrī laṁkā jātika rōhala, în engleză National Hospital of Sri Lanka)                                                                              | Colombo                   | Sri Lanka     | 3.404 (2023)         | [ 13 ]        |
|         | Secția Charité a Spitalului Universitar din Berlin (în germană Bettenhaus der Charité - Universitätsmedizin Berlin) | Berlin                    | Germania      | 3.293 (2025)         | [ 14 ] [ 15 ] |
|         | Spitalul Chris Hani Baragwanath (în engleză Chris Hani Baragwanath Hospital) | Johannesburg              | Africa de Sud | 3.200 (2024)         | [ 16 ]        |
|         | Spitalul Kasr Al-Aini (în arabă قصر العيني, transliterat: Qasr aleaynii) | Cairo                     | Egipt         | 3.200 (2020)         | [ 17 ]        |
|         | Centrul Clinic Universitar din Serbia (în sârbă Универзитетски клинички центар Србије, cu alfabetul latin: Univerzitetski klinički centar Srbije)                                                                          | Belgrad                   | Serbia        | 3.150 (2025)         | [ 18 ]        |
|         | Colegiul Medical Calicut (în engleză Government Medical College, Kozhikode, în tamilă கோழிக்கோடு மருத்துவக் கல்லூரி, transliterat: Kōḻikkōṭu maruttuvak kallūri)                                                                       | Calicut                   | India         | 3.025 (2020)         | [ 5 ] [ 19 ]  |
|         | Spitalul General al Veteranilor din Taipei (în chineză: 臺北榮民總醫院, transliterat: Táiběi róng mín zǒng yīyuàn) | Taipei                    | Taiwan        | 3.000 (2024)         | [ 20 ]        |
|         | Colegiul Medical Maulana Azad (în tamilă மௌலானா ஆசாத் மருத்துவக் கல்லூரி, transliterat: Maulāṉā ācāt maruttuvak kallūri) | New Delhi                 | India         | 2.800 (2021)         | [ 5 ]         |
|         | Spitalul Civil din Ahmedabad (în engleză Ahmedabad Civil Hospital, în gujarati સિવિલ હોસ્પિટલ, અમદાવાદ, transliterat: Sivila hōspiṭala, amadāvāda)                                                                                | Ahmedabad                 | India         | 2.800 (2021)         | [ 5 ] [ 21 ]  |
|         | Colegiul Medical Guvernamental din Thiruvananthapuram (în malayalam ഗവൺമെന്റ് മെഡിക്കൽ കോളേജ്, തിരുവനന്തപുരം, transliterat: Gavanmentu medikkal koleju, thiruvananthapuram)                                                              | Thiruvananthapuram        | India         | 2.750 (2021)         | [ 5 ]         |
|         | Spitalul Orășenesc Bașakșehir Çam și Sakura (în turcă Başakşehir Çam ve Sakura Şehir Hastanesi) | Istanbul                  | Turcia        | 2.682 (2025)         | [ 22 ]        |
|         | Spitalul Amrita din Faridabad (în engleză Amrita Hospital, Faridabad) | Faridabad                 | India         | 2.600 (2025)         | [ 23 ]        |
|         | Spitalul Guvernamental Rajasi (în engleză Government Rajaji Hospital, în tamilă அரசு இராசாசி மருத்துவமனை, transliterat: Aracu irācāci maruttuvamaṉai)                                                                              | Madurai                   | India         | 2.518 (2025)         | [ 24 ] [ 25 ] |
|         | Spitalul Severance (în coreeană 세브란스병원, transliterat: Sebeulanseubyeong-won) | Seul                      | Coreea de Sud | 2.437 (2025)         | [ 26 ]        |
|         | Centrul Medical Asan din Seul (în coreeană 서울아산병원, transliterat: Seoul-asanbyeong-won) | Seul                      | Coreea de Sud | 2.432 (2024)         | [ 27 ]        |
|         | Colegiul Medical Jawaharlal Nehru din Belgaum (în malayalam ജവഹർലാൽ നെഹ്‌റു മെഡിക്കൽ കോളേജ്, ബെൽഗാം, transliterat: Javaharlaal nehru medikkal koleju, belgam)                                                                            | Belgaum                   | India         | 2.400 (2025)         | [ 28 ]        |
|         | Institutul de Științe Medicale din India, New Delhi (în tamilă அனைத்திந்திய மருத்துவ அறிவியல் கழகம், புதுதில்லி, transliterat: Aṉaittintiya maruttuva aṟiviyal kaḻakam, pututilli)                                                          | New Delhi                 | India         | 2.362 (2021)         | [ 5 ]         |
|         | Spitalul Universitar Național din Taiwan (în chineză: 國立臺灣大學醫學院附設醫院, transliterat: Guólì táiwān dàxué yīxué yuàn fùshè yīyuàn)                                                                                | Taipei                    | Taiwan        | 2.300 (2025)         | [ 29 ]        |
|         | Spitalul din Kuala Lumpur (în malaieză Hospital Kuala Lumpur) | Kuala Lumpur              | Malaysia      | 2.300 (2025)         | [ 30 ]        |
|         | Colegiul Medical din Dhaka (în bengaleză ঢাকা মেডিকেল কলেজ, transliterat Ḍhākā mēḍikēla kalēja) | Dhaka                     | Bangladesh    | 2.300 (2025)         | [ 31 ]        |
|         | Spitalul Universitar din Motol (în cehă Fakultní nemocnice v Motole) | Praga                     | Cehia         | 2.231 (2025)         | [ 32 ]        |
|         | Clinicile Spitalului Universitar de Științe ale Sănătății din Kaunas (în lituaniană Lietuvos sveikatos mokslų universiteto ligoninė Kauno klinikos)                                                                        | Kaunas                    | Lituania      | 2.227 (2023)         | [ 33 ]        |
|         | Colegiul Medical Creștin în tamilă கிருத்தவ மருத்துவக் கல்லூரி, transliterat: Kiruttava maruttuvak kallūri) | Vellore, Tamil Nadu       | India         | 2.210 (2021)         | [ 5 ] [ 34 ]  |
|         | Colegiul Medical Gauhati (în bengaleză গৌহাটি মেডিকেল কলেজ, transliterat Gauhāṭi mēḍikēla kalēja) | Guwahati, Assam           | India         | 2.185 (2021)         | [ 5 ]         |
|         | Colegiul și Spitalul de Medicină din Calcutta (în bengaleză মেডিকেল কলেজ ও হাসপাতাল, কলকাতা, transliterat Mēḍikēla kalēja ō hāsapātāla, kalakātā)                                                                                   | Calcutta                  | India         | 2.143 (2021)         | [ 5 ]         |
|         | Spitalele Universitare din Geneva (în franceză Hôpitaux universitaires de Genève) | Geneva                    | Elveția       | 2.083 (2024)         | [ 35 ]        |
|         | Spitalul Universitar Karapitiya (în engleză Karapitiya Teaching Hospital) | Galle                     | Sri Lanka     | 2.066 (2024)         | [ 36 ]        |
|         | Spitalul Universitar din Freiburg (în germană Universitätsklinikum Freiburg) | Freiburg im Breisgau      | Germania      | 2.050 (2025)         | [ 37 ]        |
|         | Spitalul Memorial Dr. Jose N. Rodriguez (în engleză Dr. Jose N. Rodriguez Memorial Hospital) | Caloocan                  | Filipine      | 2.000 (2025)         | [ 38 ]        |
|         | Spitalul Universitar din München (în germană Klinikum der Universität München) | München                   | Germania      | 2.000 (2025)         | [ 39 ]        |
|         | Spitalul Tuen Mun (în chineză: 屯門醫院, transliterat: Tún mén yīyuàn) | Tuen Mun                  | Hong Kong     | 2.000 (2025)         | [ 40 ]        |
|         | Spitalul Tan Tock Seng (în engleză Tan Tock Seng Hospital) | Novena                    | Singapore     | 2.000 (2025)         | [ 41 ]        |
|         | Centrul Medical Chaim Sheba – Tel Hashomer (în ebraică המרכז הרפואי ע"ש חיים שיבא – תל השומר, transliterat: Hamarkaz harfu'i a"sh hiyim shiba – tal hashomer)                                                              | Ramat Gan                 | Israel        | 2.000 (2025)         | [ 42 ]        |
|         | Spitalele Universitare din Leuven (în neerlandeză Universitaire Ziekenhuizen KU Leuven) | Leuven                    | Belgia        | 1.995 (2020)         | [ 43 ]        |
|         | Spitalul Universitar Heidelberg (în germană Universitätsklinikum Heidelberg) | Heidelberg                | Germania      | 1.991 (2021)         | [ 14 ]        |
|         | Centrul Medical Samsung (în coreeană 삼성의료원, transliterat: Samseong-uilyowon) | Seul                      | Coreea de Sud | 1.989 (2019)         | [ 44 ]        |
|         | Centrul Clinic Universitar Ljubljana (în slovenă Univerzitetni klinični center Ljubljana) | Ljubljana                 | Slovenia      | 1.950 (2025)         | [ 45 ]        |
|         | Spitalul General din Singapore (în malaieză Hospital Besar Singapura) | Outram                    | Singapore     | 1.939 (2023)         | [ 46 ]        |
|         | Spitalul Universitar din Oslo (în norvegiană Oslo universitetssykehus) | Oslo                      | Norvegia      | 1.870 (2018)         | [ 47 ]        |
|         | Spitalul General Tri-Service (în chineză: 三軍總醫院, transliterat: Sānjūn zǒng yīyuàn) | Taipei                    | Taiwan        | 1.800 (2025)         | [ 48 ]        |
|         | Spitalul Național Kenyatta (în engleză Kenyatta National Hospital) | Nairobi                   | Kenya         | 1.800 (2025)         | [ 49 ]        |
|         | Spitalul Bahagia (în malaieză Hospital Bahagia) | Perak                     | Malaysia      | 1.800 (2025)         | [ 50 ]        |
|         | Spitalul Universitar din Hamburg-Eppendorf (în germană Universitätsklinikum Hamburg-Eppendorf) | Hamburg                   | Germania      | 1.799 (2024)         | [ 51 ]        |
|         | Colegiul Medical și Institutul de Cercetare Jubilee Mission (în engleză Jubilee Mission Medical College & Research Institute)                                                                                              | Thrissur                  | India         | 1.750 (2019)         | [ 52 ]        |
|         | Spitalul Chemnitz (în germană Klinikum Chemnitz) | Chemnitz                  | Germania      | 1.735 (2025)         | [ 53 ]        |
|         | Colegiul Medical Tirunelveli în tamilă திருநெல்வேலி மருத்துவக் கல்லூரி, transliterat: Tirunelvēli maruttuvak kallūri) | Tirunelveli, Tamil Nadu   | India         | 1.717 (2025)         | [ 54 ]        |
|         | Spitalul General al orașului Viena (AKH) (în germană Allgemeines Krankenhaus der Stadt Wien) | Viena                     | Austria       | 1.705 (2025)         | [ 55 ]        |
|         | Spitalul Queen Mary (în chineză: 瑪麗醫院, transliterat: Mǎlì yīyuàn) | Hong Kong                 | Hong Kong     | 1.700 (2023)         | [ 56 ]        |
|         | Spitalul Universitar din Augsburg (în germană Universitätsklinikum Augsburg) | Augsburg                  | Germania      | 1.700 (2024)         | [ 57 ]        |
|         | Spitalul Universității Johannes Gutenberg din Mainz (în germană Universitätsmedizin der Johannes Gutenberg-Universität Mainz)                                                                                              | Mainz                     | Germania      | 1.675 (2025)         | [ 58 ]        |
|         | Spitalul Universitar Regina Elisabeta (în engleză Queen Elizabeth University Hospital) | Glasgow                   | Regatul Unit  | 1.667 (2024)         | [ 59 ]        |
|         | Spitalul Universitar Tübingen (în germană Universitätsklinikum Tübingen) | Tübingen                  | Germania      | 1.650 (2025)         | [ 60 ]        |
|         | Spitalul Universitar Național din Seul (în coreeană 서울대학교병원, transliterat: Seoul daehaggyobyeong-won) | Seul                      | Coreea de Sud | 1.616 (2024)         | [ 61 ]        |
|         | Spitalul Național Edgardo Rebagliati Martins (în spaniolă Hospital Nacional Edgardo Rebagliati Martins) | Lima                      | Peru          | 1.600 (2025)         | [ 62 ] [ 63 ] |
|         | Spitalul Municipal Karlsruhe (în germană Städtisches Klinikum Karlsruhe) | Karlsruhe                 | Germania      | 1.596 (2023)         | [ 64 ]        |
|         | Spitalul Memorial Jackson (în engleză Jackson Memorial Hospital) | Miami                     | Statele Unite | 1.550 (2025)         | [ 65 ]        |
|         | Centrul Spitalului Universitar Vaud (în franceză Centre hospitalier universitaire vaudois) | Lausanne                  | Elveția       | 1.548 (2025)         | [ 66 ]        |
|         | Spitalul Yale din New Haven (în engleză Yale New Haven Hospital) | New Haven                 | Statele Unite | 1.541 (2025)         | [ 67 ]        |
|         | Spitalul Safdarjung (în malayalam സഫ്ദർജംഗ് ഹോസ്പിറ്റൽ, transliterat: Safdarjang hospittal) | New Delhi                 | India         | 1.531 (2024)         | [ 68 ]        |
|         | Policlinica Agostino Gemelli (în italiană Policlinico Agostino Gemelli) | Roma                      | Italia        | 1.526 (2025)         | [ 69 ]        |
|         | Centrul Clinic Universitar Niš (în sârbă Универзитетски Клинички центар Ниш, cu alfabetul latin: Univerzitetski Klinički centar Niš)                                                                                       | Niš                       | Serbia        | 1.525 (2025)         | [ 18 ]        |
|         | Facultatea de Medicină din Hanovra (în germană Medizinische Hochschule Hannover) | Hanovra                   | Germania      | 1.520 (2023)         | [ 70 ]        |
|         | Colegiul Medical Stanley în tamilă இசுடான்லி மருத்துவக் கல்லூரி, transliterat: Icuṭāṉli maruttuvak kallūri) | Chennai                   | India         | 1.510 (2025)         | [ 71 ]        |
|         | Spitalul Universitar din Köln (în germană Universitätsklinikum Köln) | Köln                      | Germania      | 1.500 (2025)         | [ 72 ]        |
|         | Spitalul Universitar de Stat din Graz (în germană LKH-Universitätsklinikum Graz) | Graz                      | Austria       | 1.500 (2025)         | [ 73 ]        |
|         | Centrul Medical din Sudul Filipinelor (în engleză Southern Philippines Medical Center) | Davao City                | Filipine      | 1.500 (2024)         | [ 74 ]        |